# Villa Rosario de Wilacala
Villa Rosario ist eine Ortschaft im Departamento La Paz im südamerikanischen Anden-Staat Bolivien.

## Lage im Nahraum
Villa Rosario liegt in der Provinz Eliodoro Camacho und ist zentraler Ort des Kanton Villa Rosario de Wila Khala im Municipio Mocomoco. Die Ortschaft liegt in einer Höhe von 4264 m am Nordwestrand der Cordillera Muñecas nahe der Grenze zu Peru.

## Geographie
Villa Rosario liegt auf dem bolivianischen Altiplano zwischen den Anden-Gebirgsketten der Cordillera Occidental im Westen und der Cordillera Central im Osten.
Die mittlere Durchschnittstemperatur der Region liegt bei 8 °C, der Jahresniederschlag beträgt etwa 750 mm (siehe Klimadiagramm Puerto Acosta). Die Region weist ein ausgeprägtes Tageszeitenklima auf, die Monatsdurchschnittstemperaturen schwanken nur unwesentlich zwischen 5 °C im Juli und 10 °C im Dezember. Die Monatsniederschläge liegen zwischen unter 10 mm in den Monaten Juni und Juli und über 100 mm von Dezember bis März.

## Verkehrsnetz
Villa Rosario liegt in einer Entfernung von 216 Straßenkilometern nordwestlich von La Paz, der Hauptstadt des gleichnamigen Departamentos.
Von La Paz führt die asphaltierte Nationalstraße Ruta 2 in nordwestlicher Richtung 70 Kilometer bis Huarina, von dort zweigt die Ruta 16 ab, die als asphaltierte Straße weiter in nordwestlicher Richtung in 97 Kilometern entlang des Titicacasees bis Escoma führt. Von dort führt die Ruta 16 weiter als unbefestigte Piste weiter nach Norden und erreicht nach 49 Kilometern Villa Rosario.

## Bevölkerung
Die Einwohnerzahl der Ortschaft ist in den vergangenen beiden Jahrzehnten auf weniger als die Hälfte zurückgegangen:
| Jahr | Einwohner | Quelle       |
| ---- | --------- | ------------ |
| 1992 | 501       | Volkszählung |
| 2001 | 303       | Volkszählung |
| 2012 | 229       | Volkszählung |

Die Region weist einen hohen Anteil an Aymara-Bevölkerung auf, im Municipio Mocomoco sprechen 97,0 Prozent der Bevölkerung Aymara.